# Federico Cesi
Federico Cesi, född 2 juli 1500 i Rom, död där 28 januari 1565, var en italiensk kardinal och biskop. Han var biskop av Todi från 1523 till 1545 och Romersk-katolska kyrkans camerlengo från 1555 till 1556.

## Biografi
Federico Cesi var son till den romerske adelsmannen Angelo Cesi och dennes hustru Francesca Cardoli. Han studerade rättsvetenskap i Rom och verkade för en tid som advokat.
I juni 1523 utnämndes Cesi till biskop av Todi, men han biskopsvigdes inte förrän i september 1538.
Den 19 december 1544 upphöjde påve Paulus III Cesi till kardinalpräst; han erhöll titelkyrkan San Pancrazio fuori le Mura den 9 januari 1545. I september 1557 upphöjdes han till kardinalbiskop av Palestrina. Kardinal Cesi kom att delta i sammanlagt fyra konklaver.
Federico Cesi avled i Rom år 1565.

## Konklaver
Kardinal Cesi deltog i fyra konklaver.
| Konklav    | Vald påve    |
| ---------- | ------------ |
| 1549–1550  | Julius III   |
| april 1555 | Marcellus II |
| maj 1555   | Paulus IV    |
| 1559       | Pius IV      |

## Bilder

Kardinal Cesis titelkyrkor
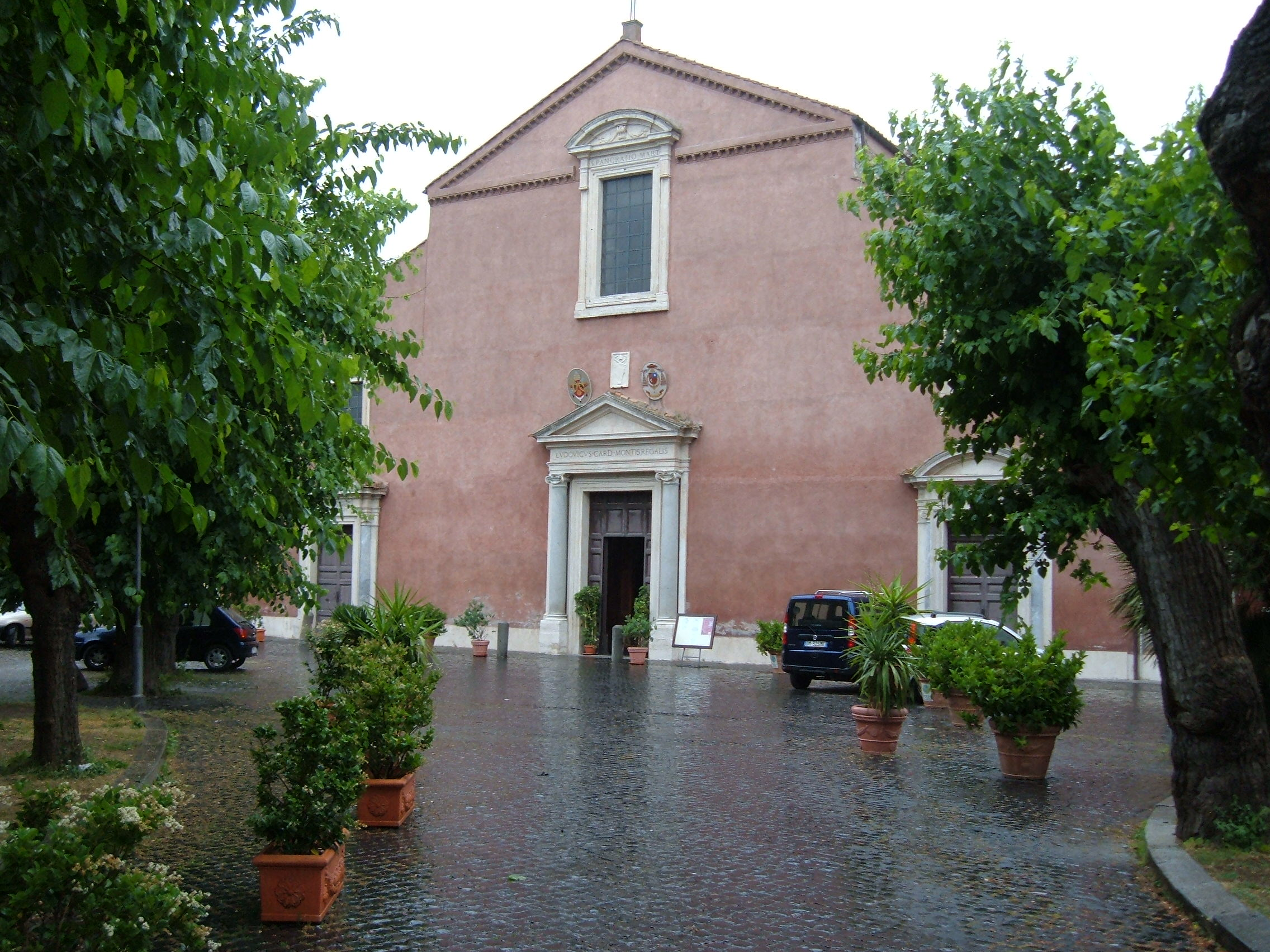
San Pancrazio.
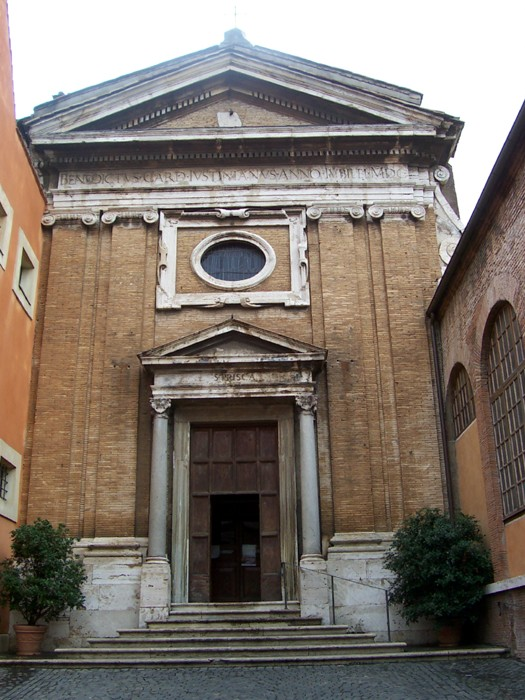
Santa Prisca.